# The Bell Hop
The Bell Hop é um curta-metragem mudo norte-americano de 1921, do gênero comédia, dirigido por Larry Semon e Norman Taurog – estrelado por Oliver Hardy.

## Elenco
- Larry Semon
- Oliver Hardy - (como Babe Hardy)
- Frank Alexander - Um funcionário do governo
- Al Thompson
- Pete Gordon
- Norma Nichols - Uma empregada
- William Hauber